# Gabriel Magalhães
Gabriel dos Santos Magalhães (* 19. prosince 1997 São Paulo), známý jako Gabriel nebo Gabriel Magalhães, je brazilský profesionální fotbalista, který hraje na pozici obránce za klubu hrající anglickou Premier League Arsenal a za brazilský národní tým.

## Statistiky
K 25. únoru 2021
| Klub                 | Sezóna  | Liga           | Liga   | Liga | Národní pohár | Národní pohár | Ligový pohár | Ligový pohár | Evropské poháry | Evropské poháry | Ostatní | Ostatní | Celkem | Celkem |
| Klub                 | Sezóna  | Liga           | Zápasy | Góly | Zápasy        | Góly          | Zápasy       | Góly         | Zápasy          | Góly            | Zápasy  | Góly    | Zápasy | Góly   |
| -------------------- | ------- | -------------- | ------ | ---- | ------------- | ------------- | ------------ | ------------ | --------------- | --------------- | ------- | ------- | ------ | ------ |
| Avaí                 | 2016    | Série B        | 21     | 1    | 4             | 0             | —            | —            | —               | —               | 14      | 1       | 39     | 2      |
| Lille                | 2016/17 | Ligue 1        | 1      | 0    | 0             | 0             | 0            | 0            | 0               | 0               | —       | —       | 1      | 0      |
| Lille                | 2018/19 | Ligue 1        | 14     | 1    | 2             | 0             | 1            | 0            | —               | —               | —       | —       | 17     | 1      |
| Lille                | 2019/20 | Ligue 1        | 24     | 1    | 1             | 0             | 3            | 0            | 6               | 0               | —       | —       | 34     | 1      |
| Lille                | Celkem  | Celkem         | 39     | 2    | 3             | 0             | 4            | 0            | 6               | 0               | —       | —       | 52     | 2      |
| Troyes (loan)        | 2017/18 | Ligue 1        | 1      | 0    | 2             | 0             | 1            | 0            | —               | —               | —       | —       | 4      | 0      |
| Dinamo Záhřeb (loan) | 2017/18 | Prva HNL       | 1      | 0    | 0             | 0             | —            | —            | —               | —               | —       | —       | 1      | 0      |
| Arsenal              | 2020/21 | Premier League | 15     | 2    | 1             | 0             | 2            | 0            | 3               | 0               | 0       | 0       | 21     | 2      |
| Celkem               | Celkem  | Celkem         | 77     | 5    | 10            | 0             | 7            | 0            | 9               | 0               | 14      | 1       | 117    | 6      |

## Ocenění
Dinamo Záhřeb
- Prva HNL: 2017/18[3]
- Chorvatský fotbalový pohár: 2017/18[4]